# Abdelaziz Belkhadem

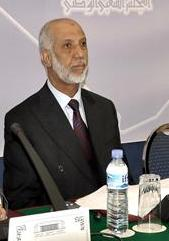
Abdelaziz Belkhadem en 2011.

Abdelaziz Beljadem (nacido el 8 de noviembre de 1945 en Aflou, Provincia de Laghouat, Argelia) (عبد العزيز بلخادم) es un político argelino, actual Ministro de Estado de su país, que con aterioridad fue primer ministro. 

## Carrera
Fue nombrado primer ministro el 24 de mayo de 2006, en reemplazo de Ahmed Ouyahia. Previamente fue presidente del Parlamento argelino desde 1990 hasta 1991. Asimismo fue ministro de Relaciones Exteriores desde el 2000 hasta el 2005.